# Бойе, Марио
Ма́рио Эми́лио Эрибе́рто Бойе́ Ауте́рио (исп. Mario Emilio Heriberto Boyé Auterio; 30 июля 1922, Буэнос-Айрес — 21 июля 1992, Буэнос-Айрес) — аргентинский футболист, нападающий.

## Биография
Марио Бойе начал делать свои первые шаги в футболе в маленькой молодёжных командах «Брисас-дель-Плата» и «Эль-Фортин», где его замечают скауты клуба «Бока Хуниорс», к которому он присоединяется в 1936 году. Маленький Бойе привлекал к себе внимание мощным, не по годам, телосложением и скоростью, качествами, которыми он компенсировал небольшие пробелы в его техническом мастерстве обращения с мячом.
Отыграв 5 лет в молодёжном составе «Боки», Бойе наконец был включён в основной состав команды. Его дебют состоялся 8 июня 1941 года против клуба «Индепендьенте», где «Бока» победила 2:1. Во второй своей игре, 15 июня футболист забил свой первый мяч за клуб, поразив ворота «Лануса». В «Боке» Бойе провёл 9 лет, выиграв 2 чемпионата Аргентины. Вначале своей игры за основу Бойе подвергался жесткой критике от «тиффози» «Боки Хуниорс», которые называли его «Деревом» и «Гардеробом», но затем голы, которые в изрядном количестве забивал Марио, заставили болельщиков сменить гнев на милость, и Бойе постепенно стал идолом поклонников «Бомбонеры», которые прозвали его El Atómico (Атомный).
В 1949 году Бойе был продан в итальянский клуб «Дженоа», Марио провёл в Италии всего лишь один сезон, но быстро полюбился требовательным генуэзским болельщикам, которые наградили футболиста прозвищем El Matador (Матадор) после того, как он забил 4 гола «Триестине» («Дженоа» выиграла 6:2). Марио, прослышав о крупных гонорарах в колумбийском DIMAYOR, тайком покинул Италию в разгар сезона, нарушив действующий контракт, за что был подвергнут дисквалификации. Ещё одной причиной ухода называлась супруга Марио, Эльза, которая любила ночную жизнь, вечеринки и светские рауты, чего Генуя не могла обеспечить. Она говорила: «В Италии я умираю», а в конце-концов поставила ультиматум, уезжая в Буэнос-Айрес с ним, или без него.
В 1950 году, после краткого вояжа в Колумбию, Бойе возвращается в Аргентину играть за «Расинг» из Авельянеды. Он дебютировал в составе команды 2 апреля 1950 года в матче со своим бывшим клубом, «Бокой Хуниорс». Бойе провёл 4 удачных сезона в «Расинге», а его команда дважды стала чемпионом Аргентины. За клуб он провёл 84 матча и забил 33 гола. В 1953 году он покинул клуб, страдая из-за многочисленных травм.
После «Расинга» Бойе выступал за «Уракан», а затем вернулся в «Боку», но 33-летний игрок уже не мог показывать свой былой класс игры, и Бойе решил уйти из футбола. Всего Бойе провёл за «Боку» 228 матчей и забил 124 гола.
В сборной Аргентины Бойе дебютировал 31 января 1945 года в матче с Эквадором на Чемпионате Южной Америки. Всего за национальную команду он провёл 17 матчей и забил 7 мячей.
Умер Марио Бойе 21 июля 1992 года, не дожив 9 дней до своего 70-летия.

## Статистика
| Сезон     | Клуб                | Лига    | Чемпионат | Чемпионат | Прочие | Прочие | Междунар. | Междунар. |
| Сезон     | Клуб                | Лига    | Игры      | Голы      | Игры   | Голы   | Игры      | Голы      |
| --------- | ------------------- | ------- | --------- | --------- | ------ | ------ | --------- | --------- |
| 1941      | Бока Хуниорс        | Примера | 18        | 6         | —      | —      | —         | —         |
| 1942      | Бока Хуниорс        | Примера | 11        | 2         | —      | —      | —         | —         |
| 1943      | Бока Хуниорс        | Примера | 24        | 14        | —      | —      | —         | —         |
| 1944      | Бока Хуниорс        | Примера | 30        | 14        | —      | —      | —         | —         |
| 1945      | Бока Хуниорс        | Примера | 27        | 19        | —      | —      | —         | —         |
| 1946      | Бока Хуниорс        | Примера | 29        | 24        | —      | —      | —         | —         |
| 1947      | Бока Хуниорс        | Примера | 26        | 18        | —      | —      | —         | —         |
| 1948      | Бока Хуниорс        | Примера | 21        | 9         | —      | —      | —         | —         |
| 1949      | Бока Хуниорс        | Примера | 4         | 1         | —      | —      | —         | —         |
| 1950      | Расинг (Авельянеда) | Примера | 30        | 11        | —      | —      | —         | —         |
| 1949/1950 | Дженоа              | Серия А | 18        | 12        | —      | —      | —         | —         |
| 1950      | Мильонариос         | Димайор | ?         | ?         | —      | —      | —         | —         |
| 1951      | Расинг (Авельянеда) | Примера | 14        | 4         | —      | —      | —         | —         |
| 1952      | Расинг (Авельянеда) | Примера | 23        | 11        | —      | —      | —         | —         |
| 1953      | Расинг (Авельянеда) | Примера | 17        | 7         | —      | —      | —         | —         |
| 1954      | Уракан              | Примера | 20        | 7         | —      | —      | —         | —         |
| 1955      | Бока Хуниорс        | Примера | 18        | 5         | —      | —      | —         | —         |

## Достижения
- Чемпион Аргентины: 1943, 1944, 1950, 1951
- Обладатель Кубка Карлоса Ибагуррена: 1944
- Обладатель Кубка Конкуренции Британика: 1945
- Обладатель Кубка Содружества Экскобара-Хероны: 1945, 1946

## В искусстве
Бойе упоминается в танго «El sueño del pibe»: «Мамочка, Мамочка, я заработаю деньги! Я буду Балдонедо, Мартино, Бойе...».